# Finneas O’Connell
Finneas Baird O’Connell (1997. július 30–), művésznevén Finneas kétszeres Oscar- és többszörös Grammy-díjas amerikai énekes, dalszerző, producer és színész. Több előadónak is írt dalokat, különösen testvérének, Billie Eilishnek. Kilenc Grammy-díjat nyert, többek között az Év albuma, az Év producere díjakat a munkájáért Eilish debütáló albumáért, a When We All Fall Asleep, Where Do We Go?-ért (2019).
Finneas több kislemezt is kiadott, az első Középlemeze, a Blood Harmony 2019. október 4-én jelent meg. Finneas legsikeresebb dala a Let's Fall in Love for the Night, amely 17. helyet ért el a Billboard Alternative Songs slágerlistán. Színészként szerepelt 2013-ban a Life Inside Out-ban, illetve a Glee sorozatban Alistair szerepében játszott.

## Fiatalkora
Finneas Los Angelesben született, szülei Maggie Baird színésznő és Patrick O'Connel forgatókönyvíró, illetve mindketten zenészek is. Finneasnak ír és skót felmenői vannak. 2010-ben 12 évesen kezdett el dalszerzői órákra járni.

## Karrier

### Dalszerzői, produceri munkák
Finnes leginkább húgával, Billie Eilishsel való munkájáért ismert. Elmondta, hogy színészi tapasztalata segített neki Eilish szempontjából írni neki dalokat. Elsősorban olyan dalokat akar írni neki, amelyeket az énekesnő magáévá tud tenni, és segíteni neki a történetei elmesélésében.
Más előadókhoz hasonlóan, ha írsz és tudod, hogy valaki másnak a hangja lesz az, amely elmondja a történetet, egy olyan nyelven kell írnod, amely tudod, hogy illik hozzájuk... Mindenkinek más a szókincse, másféleképpen raknak össze mondatokat, a legkönnyebben akkor lehet látni, ha valaki nem írta azt a dalt, ha az nem egyezik meg a nyelvjárásával [...] Ebben nagy szerepet játszik az is, hogy az előadó hogy áll hozzá. Ha kitalálsz egy sort, még ha az előadónak nagyon is tetszik, a kérdés az, hogy "Igen, de tudod sajátodként viselni? Olyan, amelyet el tudsz énekelni minden egyes alkalommal?"

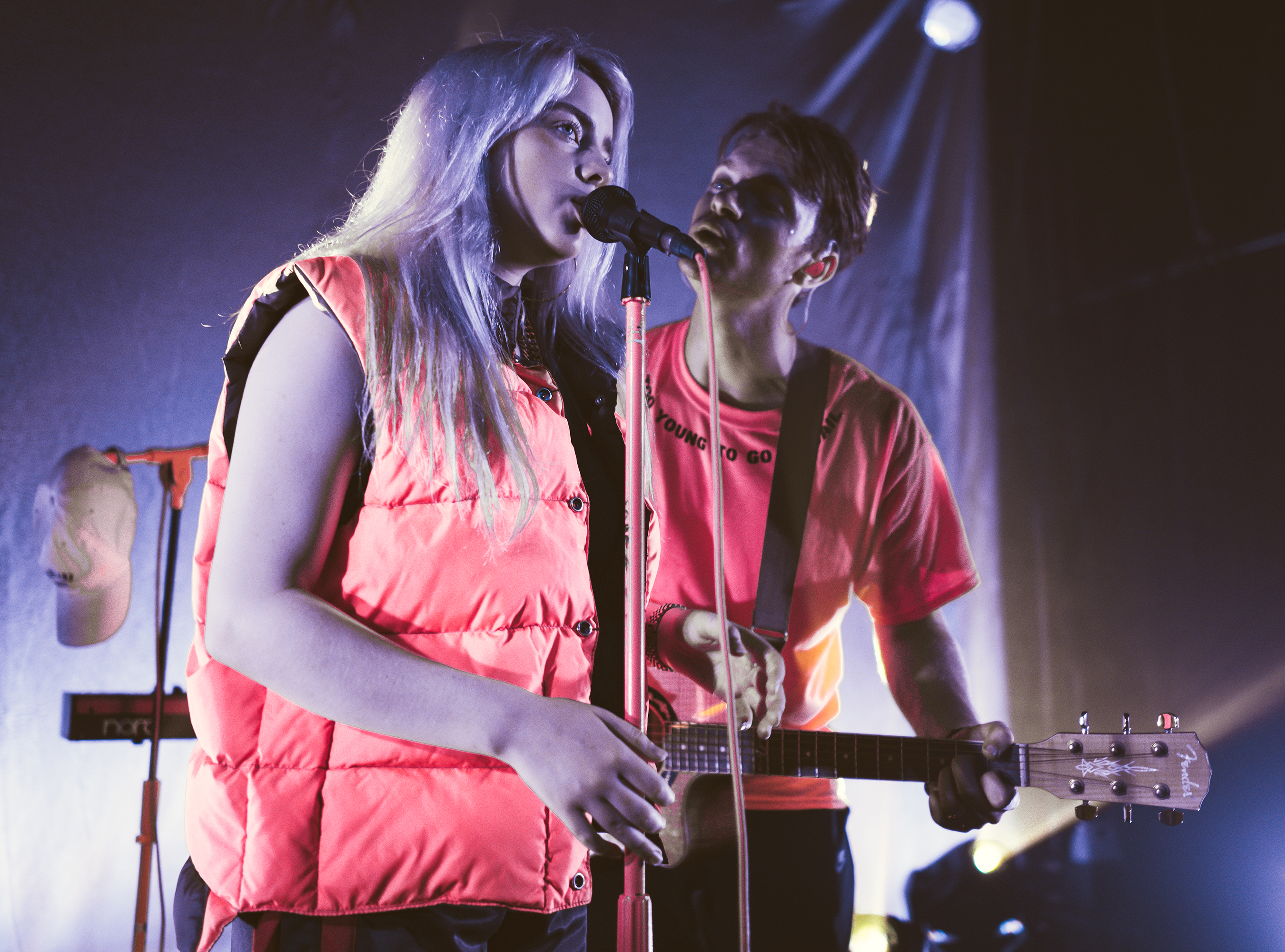
Finneas (jobbra) és Billie Eilish egy 2017-es koncerten.

Finneas volt az "Ocean Eyes" producere, amelyet eredetileg a saját együttesének írt, de végül odaadta Eilishnak. A dalt a SoundCloud-ra töltötték fel, ahol egyre sikeresebb lett. Finneas menedzsere 2015-ben beszélt először a producerrel az énekes potenciáljáról. Finneas ezután segített Eilishnak leszerződné a Platoonnal. Együtt írták és producere volt Eilish Don't Smile At Me (2017) középlemezének, amely 14. helyig jutott a US Billboard 200-on. Hasonló szerepet töltött be Eilish debütáló albumán, a When We All Fall Asleep, Where Do We Go?-n (2019), amely első helyen debütált az Egyesült Államokban ás az Egyesült Királyságban. A 2020-as Grammy díjátadón nyert az "Év producere", az "Év felvétele" (Eilish "Bad Guy" daláért), az "Év dala" (Eilish "Bad Guy" daláért), az "Év albuma" és az "Best Engineered Album, Non-Classical" kategóriában a When We All Fall Asleep, Where Do We Go?-ért.
Dolgozott a Grammy-győztes Coutinho ikrekkel. Ő volt a producere Selena Gomez 2019-es "Lose You to Love Me" kislemezének, amely első helyig jutott a Billboard Hot 100-on, illetve két dalon is dolgozott Camila Cabello Romance albumán. Ashe "Moral of the Story" dalának volt a producere, együttműködött egy kiadatlan dalon John Legenddel és Kid Cudi Man on the Moon III: The Chosen albumán a "Beautiful Trip" producere volt, amely a legrövidebb dal a Billboard Hot 100 történetében, amely felkerült a listára, 37 másodperccel.

### Szólókarrier
Finneas a The Slightlys frontembere és dalszerzője, amely 2015-ben a Warped Tour keretei között koncertezett. Az első szólókislemeze a "New Girl" 2016-ban jelent meg. A videóklip a dalhoz 2019-ben jelent meg és Finneas Yasmine Vegával szerepel benne, Emma Sydney Menzies rendezésében. Az "I'm in Love Without You"-t 2017-ben adta ki és nyolc további kislemezt 2018-ban: a "Break My Heart Again"-t, a "Heaven"-t, a "Life Moves On"-t, a "Landmine"-t, a "Hollywood Forever"-t, a "College"-ot, a "Luck Pusher"-t, és a "Let's Fall in Love for the Night"-ot. 2019 elején játszotta első headliner koncertjét New Yorkban és Los Angelesben, telt ház előtt.
A debütáló középlemeze, a Blood Harmony 2019. október 4-én jelent meg, amelynek első kislemeze, az "I Lost a Friend" június 25-én, a "Shelter" augusztus 22-én és az "I Don't Miss You At All" szeptember 20-án jelent meg. 2019 októberében kezdte meg első turnéját.
2020. augusztus 7-én kiadta a Blood Harmony (Deluxe)-ot, amelyen két új dal szerepelt, a "Break My Heart Again" és a "Let's Fall in Love for the Night (1964)". Két héttel később kiadta a "What They'll Say About Us"-t, amely tizenhetedik helyig jutott a US Billboard Alternative Songs slágerlistán. Október 21-én kiadta a "Can't Wait to Be Dead"-et, amely az internettel való kapcsolatáról szólt.

### Színészet
2011-ben Finneas egy tanulót játszott a Rossz Tanár filmben. 2013-ban főszereplő volt a Life Inside Out-ban, amelyet az anyja, Maggie Baird írt. Többször is vendégszerepelt a Modern család és az Aquarius sorozatokban, illetve Alistair szerepét játszotta a Glee utolsó évadjában 2015-ben.

## Magánélet
Finneas Los Angelesben lakik. Claudia Sulewski YouTuberrel él kapcsolatban 2018 szeptemberétől. A Claudia kislemezét a találkozásuk utáni éjszakán írta.
Vegetáriánusként nőtt fel, majd vegán lett. Szinesztéziával diagnosztizálták.

## Diszkográfia

### Középlemezek
- Blood Harmony (2019)

### Studióalbumok
- Optimist (2021)

## Filmográfia

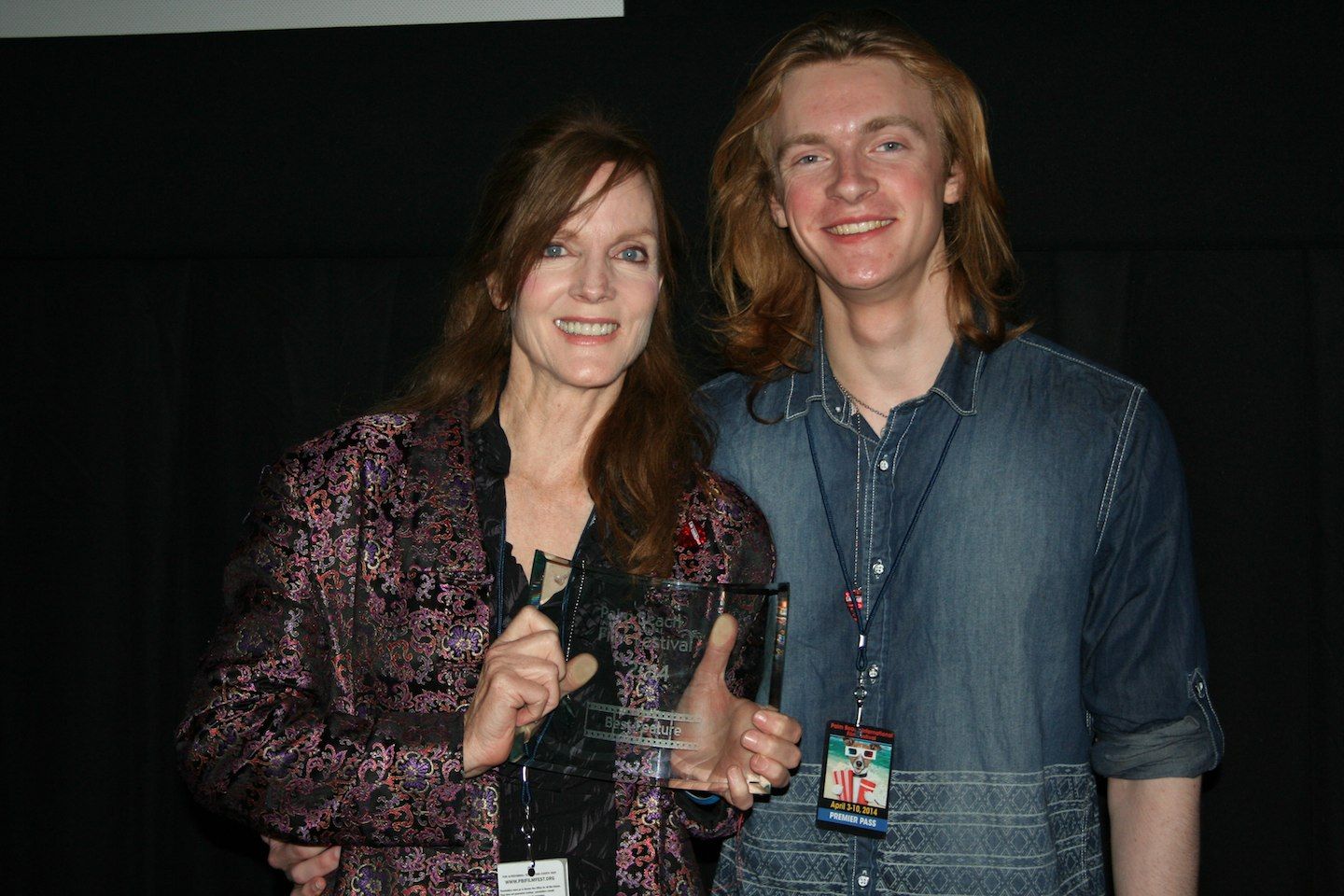
Finneas (jobbra), anyjával Maggie Bairddel a 2014-es Palm Beach Nemzetközi Filmfesztiválon

### Film, televízió
| Év        | Cím                                 | Szerep      | Jegyzet   |
| --------- | ----------------------------------- | ----------- | --------- |
| 2011      | Rossz Tanár                         | Spencer     |           |
| 2013      | Life Inside Out                     | Shane       |           |
| 2013      | Tomorrow                            | Tom         | Rövidfilm |
| 2013–2014 | Modern család                       | Ronnie Jr.  | 2 epizód  |
| 2014      | happySADhappy                       | Andrew      |           |
| 2015      | Glee                                | Alistair    | 4 epizód  |
| 2015      | Aquarius                            | Earnest Boy | 2 epizód  |
| 2018      | Confessions of a Teenage Jesus Jerk | Tom         |           |

## Díjak és jelölések
| Díjátadó                 | Év   | Jelölt(ek)/munka                                    | Kategória                                           | Eredmény    | For.   |
| ------------------------ | ---- | --------------------------------------------------- | --------------------------------------------------- | ----------- | ------ |
| ASCAP Pop Music Awards   | 2019 | Finneas és Billie Eilish                            | Vanguard-díj                                        | Győztes     | [ 31 ] |
| Apple Music Awards       | 2019 | Finneas és Billie Eilish                            | Az év dalszerzője                                   | Győztes     | [ 32 ] |
| iHeartRadio Music Awards | 2020 | Finneas                                             | Az év producere                                     | Győztes     | [ 33 ] |
| iHeartRadio Music Awards | 2020 | Finneas                                             | Az év dalszerzője                                   | Jelölve     | [ 33 ] |
| MTV Video Music Awards   | 2020 | "Let's Fall in Love for the Night"                  | Best Alternative                                    | Jelölve     | [ 34 ] |
| Grammy-díj               | 2020 | "Bad Guy" (producer, dalszerző)                     | Az év felvétele                                     | Győztes     | [ 35 ] |
| Grammy-díj               | 2020 | "Bad Guy" (producer, dalszerző)                     | Az év dala                                          | Győztes     | [ 35 ] |
| Grammy-díj               | 2020 | When We All Fall Asleep, Where Do We Go? (producer) | Az év albuma                                        | Győztes     | [ 35 ] |
| Grammy-díj               | 2020 | When We All Fall Asleep, Where Do We Go? (producer) | Best Engineered Album, Non-Classical                | Győztes     | [ 35 ] |
| Grammy-díj               | 2020 | Himself                                             | Az év producere, Non-Classical                      | Győztes     | [ 35 ] |
| Grammy-díj               | 2021 | "Everything I Wanted" (producer, dalszerző)         | Az év felvétele                                     | Folyamatban | [ 36 ] |
| Grammy-díj               | 2021 | "Everything I Wanted" (producer, dalszerző)         | Az év dala                                          | Folyamatban | [ 36 ] |
| Grammy-díj               | 2021 | "No Time to Die" (dalszerző)                        | Legjobb film‑ és más vizuális média számára írt dal | Folyamatban | [ 36 ] |